# Selección de balonmano de China Taipéi
La selección de balonmano de China Taipéi es el equipo nacional de China Taipéi. Está regido por la Asociación de Balonmano de China Taipéi y participa en competiciones internacionales de balonmano. Ha competido en el Campeonato Asiático de Balonmano Masculino en seis ocasiones, la más reciente en 2000.

## Registro histórico
- 1987 - 7°
- 1989 - 7°
- 1991 - 7°
- 1993 - 10°
- 1995 - 7°
- 2000 - 4°